# Sámson
Pour les articles homonymes, voir Samson.
Sámson est un prénom hongrois masculin, fêté le 27 juin.

## Étymologie
Le nom "Samson" (de la vocalisation de la Bible hébraïque au ixe siècle, Chimchon (en hébreu שִׁמְשׁוֹן, de la racine chemech ou petit soleil), désigne le personnage légendaire biblique de Samson, réputé pour ses qualités de guerrier contre les Philistins, et dont les cheveux sont coupés par son amante Dalila (Bible).

## Toponymes
- Békéssámson, Békés megye
- Hajdúsámson, Hajdú-Bihar megye
- Sámsonháza, Nógrád megye
- Szilágysámson, Románia, Szilágy megye
- Jegyzetek